# Liang Guanglie
Liang Guanglie (en chino simplificado, 梁光烈; pinyin, Liang Guanglie; Santai, diciembre de 1940-Pekín, 12 de noviembre de 2024) fue un militar y político chino, general del Ejército Popular de Liberación de China.

## Biografía
Liang  nació en Santai, Mianyang, Sichuan, en diciembre de 1940. Se unió al ejército en enero de 1958 y el Partido Comunista de China en noviembre de 1959. Su primer trabajo fue con el Segundo Regimiento, Primera División de la Fuerza Terrestre del Ejército de primera (1958-63), donde ascendió al rango de comandante de una compañía de ingeniería, intendente de la empresa agente especial y oficial de Estado Mayor en operaciones y entrenamiento. Liang estudió en la Escuela de Infantería de Xinyang (1963-64) y se graduó del programa de educación política de la Universidad de Henan teoría de la correspondencia (1984-86).  Después de terminar sus estudios, Liang volvió a su unidad hasta 1970, siendo promovido al departamento del comando militar de Wuhan, donde permaneció hasta 1979.  Fue Ministro de Defensa Nacional de la República Popular China y Jefe del Estado Mayor General del Ejército Popular de Liberación del 2002 al 2007. Se desempeñó como Consejero de Estado y fue miembro de la Comisión Militar Central. Fue también miembro suplente de los 13.º y 14.º Comités Centrales del Partido Comunista de China, y miembro de los 15.º, 16.º y 17.º Comités Centrales.
El general Liang se retiró en el XVIII Congreso Nacional del Partido Comunista de China a fines del 2012, siendo reemplazado por el general Chang Wanquan.